# Breslauer SpVgg 05 Komet
Der Breslauer Sportvereinigung 1905 Komet (kurz Breslauer SpVgg 05 Komet) war ein deutscher Fußballverein aus dem mittelschlesischen Breslau.

## Geschichte
Die Breslauer SpVgg 05 entstand am 14. April 1912, als die damals in der B-Klasse Breslau spielenden Vereine SC Viktoria 05 Breslau (gegründet 1905) und SC Sturm Breslau fusionierten. Mitglieder von Viktoria, die mit der Fusion nicht einverstanden waren, gründeten daraufhin den SC Viktoria 1911 Breslau neu. 1919 fusionierte die Breslauer SpVgg 05 mit dem SV Komet Breslau zum Breslauer SpVgg 05 Komet.
1929 wurde der Verein mittelschlesischer Vizemeister und erreichte damit die Teilnahme an der südostdeutschen Endrunde. 1931/32 stieg Komet Breslau aus der Bezirksklasse ab. Als 1933 der Südostdeutsche Fußball-Verband aufgelöst wurde und dafür der Sportgau Schlesien gegründet wurde, verpasste Breslau durch das schlechte Abschneiden in der Vorsaison sowohl die Qualifikation für die erstklassige Gauliga Schlesien, als auch für die zweitklassige Bezirksliga Mittelschlesien und spiele fortan nur noch auf Kreisebene. Zur Spielzeit 1944/45 bildete der Verein eine Kriegsspielgemeinschaft mit dem Breslauer FV 06 und war als Teilnehmer in der erstklassigen Gauliga Niederschlesien vorgesehen. Kriegsbedingt wurde die Spielzeit jedoch nach dem ersten Spieltag abgebrochen.
Durch die Kriegsfolgen und die daraus resultierende Zusprechung Breslaus zu Polen erlosch der Verein 1945.

## Erfolge
- 1 × Teilnahme an der Südostendrunde: 1929
- 1 × Mittelschlesischer Vizemeister: 1929

## Bekannte Spieler
- Fritz Blaschke (als Jugendlicher)